# Pic de l'Orri (Fontpedrosa)
El Pic de l'Orri és una muntanya de 2.558 m alt situada en un contrafort nord de l'eix de la serralada principal dels Pirineus, entre els termes comunals de Fontpedrosa i de Planès, tots dos de la comarca del Conflent. Està situat a la zona occidental del terme de Fontpedrosa i a l'oriental del de Planès. És al nord del Roc del Boc i del Serrat de les Esques i al sud del Serrat de l'Escaldat.